# Chiropodomys pusillus
Chiropodomys pusillus és una espècie de mamífer rosegador de la família dels múrids. Viu a altituds de fins a 1.220 msnm a Indonèsia i Malàisia. Es tracta d'un animal arborícola. El seu hàbitat natural són els boscos de diferents tipus. Es desconeix si hi ha cap amenaça significativa per a la supervivència d'aquesta espècie. El seu nom específic, pusillus, significa ‘minúscul’ en llatí.